# Свободно падане
Свободно падане е движение под действието  единствено на силата на тежестта. При този вид движение се пренебрегва съпротивлението на въздуха. С доста добро приближение може да се счита, че всеки парашутист преди отваряне на парашута пада свободно. Според втория закон на Нютон, под силата на тежестта тялото се движи с ускорение, което в този случай е земното ускорение и е приблизително равно на 9,81 m/s².

## Механика
Нека тяло (материална точка) с маса m се намира на височина h0 от повърхността на Земята (виж чертежа по-долу). Избираме Земята за отправно тяло. За начало на координатната система избираме точката, в която се намира тялото. Оста Х избираме да бъде ортогонална на земната повърхност и насочена надолу. Нека означим с единичния вектор по оста X. Нека пуснем тялото да пада свободно под действието на силата на земното привличане
{\displaystyle {\bar {P}}=m{\bar {g}}}, където {\displaystyle {\bar {g}}=g{\bar {e}}_{x}} е земното ускорение.
За начален момент избираме момента, в който тялото започва да пада:
{\displaystyle (t_{0}=0)}.
Нека означим момента на падане с {\displaystyle t_{1}}. Тогава функцията х(t), която описва положението на тялото като функция на времето при свободното падане, се задава с формулата
{\displaystyle x(t)={gt^{2} \over 2}}, където (0 < t < t1).
Скоростта на движение се задава с формулата
{\displaystyle {\bar {v}}(t)=v(t){\bar {e}}_{x}={dx \over dt}(t){\bar {e}}_{x}=gt{\bar {e}}_{x}}.
В началния момент от време t0 = 0 скоростта на тялото е
{\displaystyle {\bar {v}}(0)} = 0,
съответно кинетичната му енергия в началния момент от време Т(0) = 0, потенциалната му енергия в началния момент от време U(0) = mgh0 и пълната механична енергия в момента {\displaystyle t_{0}} = 0 е
Е(0) = Т(0) + U(0) = {\displaystyle mgh_{0}}.
В произволно избран момент от време t' (0 < t' < t1) тялото има координата
{\displaystyle x'=x(t')={gt'^{2} \over 2}},
равна на числената стойност на пътя s(t), изминат за време t'. В момент от време t' тялото се намира на височина
h' = {\displaystyle h_{0}} – s(t'),
големината на скоростта на тялото е
v(t') = gt',
кинетичната му енергия е
{\displaystyle T(t')=m{v(t')^{2} \over 2}=mg{g^{2}t'^{2} \over 2}=mg{gt'^{2} \over 2}=mgs(t')},
потенциалната му енергия е
U(t') = mgh' = mg (h' – s(t')).
Пълната механична енергия на тялото в момента от време t' е
E(t') = Т(t') + U(t') = {\displaystyle mgh_{0}}.
При падане тялото има скорост с големина
{\displaystyle v(t_{1})=gt_{1},} съответно кинетичната енергия при падане е
{\displaystyle T(t_{1})=m{v^{2}(t_{1}) \over 2}=m{g^{2}t_{1}^{2} \over 2}=mg{gt_{1}^{2} \over 2}=mgs(t_{1})=mgh_{0}}.
Потенциалната енергия на тялото при падане е
{\displaystyle U(t_{1})=0.}.
Пълната механична енергия на тялото при падане е
E(t)=Т(t)+U(t)=mgh
Следователно пълната механична енергия на тялото в произволен момент от време t
Е(t) = T(t) + U(t) = const,
т.е. пълната механична енергия на тялото не зависи от времето. Увеличаването на кинетичната енергия води до намаляване на потенциалната и обратно. Разглеждаме тялото като намиращо се в полето на земното привличане и изолирано от всякакви други въздействия. Така на този конкретен пример проверихме валидността на закона за запазване на механичната енергия – един от основните закони на механиката.

## Примери на свободно падане
Свободното падане е възможно в близост до повърхността на тяло с огромна маса (като например планетите).
- Спътник с изключени двигатели
- Луната в орбита около Земята
- Тяло във вакуумирана тръба (популярна демонстрация в лабораториите по физика)

## Рекорди
- Стюардесата Весна Вулович преживява падане от 10 160 метра височина на 26 януари 1972 година, когато е изхвърлена извън самолета (JAT полет 364) след взрив. Тя е със счупени кости и в кома в продължение на 27 дни.
- По време на Втората световна война пилотите Ник Алкимейд, Алън Маги и И. Чисов падат от над 6000 метра височина и преживяват падането.
- Според рекордите в книгата на Гинес, Евгени Андреев (СССР) държи официалния рекорд по най-дългото свободно падане – 24 500 метра, извършено на 1 ноември 1962 година.
- На 14 октомври 2012 е поставен рекорд за свободно падане от Феликс Баумгартнер, който скача от 39 хиляди метра и отваря парашута си на около 3500 метра височина. Най-вероятно е развил скорост по-висока от тази на звука.